# 통합주의
통합주의(統合主義)는 독일 헌법학자 스멘트가 만든 것으로서, 2010년 현재 한국, 독일의 통설 판례인 헌법이론이다.